# Ein Mann macht klar Schiff
Ein Mann macht klar Schiff ist eine zehnteilige Abenteuerserie aus den Jahren 1984/1985 von Horst Pillau mit Hans Joachim Kulenkampff in der Hauptrolle. Gleichzeitig mit der Serie erschien das gleichnamige Buch von Horst Pillau.

## Handlung
Den Frankfurter Verleger und Witwer Martin Olden verkündet zum Entsetzen seiner Familie und seiner Verlagsmitarbeitenden, dass er ein Jahr Auszeit nehmen will, um auf seiner Yacht Christine 2 in der Ägäis zu segeln. Die Verlagsleitung überträgt er seinem Sohn. Schon bald nach der Abreise gerät der Verlag in Schwierigkeiten, aber weder Sohn, noch Chefsekretärin können Olden zur Rückkehr bewegen. Währenddessen lernt Olden, der eigentlich sein Alleinsein genießen will, in der Türkei die Reisebüroleiterin Hanna Schuh kennen und fühlt sich zu ihr hingezogen.

## Episoden
Folgende Episoden sind erschienen:
1. Sensation im Olden-Verlag
2. Dame an Bord
3. Ein blinder Passagier
4. Komplikationen
5. Eine schwere Entscheidung
6. Ein gutes Gespann
7. Die Schwiegertochter
8. Eine Vorstellung mit Hindernissen
9. Der Meister
10. Die Rettungsaktion

## Hintergrund
Die Serie wurde produziert vom Hessischen Rundfunk. Jede Episode dauert etwa 29 Minuten. Die Serie wurde 2017 auf zwei DVDs vom Pidax-Verlag wiederveröffentlicht.

## Kritiken
„Serien-Spezialist Horst Pillau schrieb die Rolle des altersweisen Aussteigers dem Schauspieler und Show-Master Hans-Joachim Kulenkampff auf den Leib. Der legendäre Entertainer, der selbst passionierter Segler war, genoss die Arbeit vor der herrlichen Kulisse der Ägäis sichtlich und sorgte mit der harmlosen Serie einmal mehr für perfekte Familienunterhaltung.“ Kino.de

## Trivia
Kulenkampff war selbst Hobbysegler, besaß eine eigene Segelyacht und veröffentlichte bereits im Jahr 1974 ein Buch:
- Segeln lernen mit Hans Joachim Kulenkampff. Ein Kurs bis zum A-Schein. Heyne, München 1974, ISBN 3-453-41096-3.